# Alicia Dickenstein
Alicia Dickenstein (née le 17 janvier 1955 à Buenos Aires ) est une mathématicienne argentine connue pour ses travaux sur la géométrie algébrique. Elle est professeure à l'université de Buenos Aires, élue en 2019 Fellow à l'American Mathematical Society, ancienne vice-présidente de l'Union mathématique internationale (2015-2018) et récipiendaire 2015 du Prix de The World Academy of Sciences.

## Formation et carrière
Alicia Dickenstein a obtenu son doctorat de l'université de Buenos Aires en 1982 sous la direction de Miguel EM Herrera,.
En 2009-2010, Alcia Dickenstein a occupé la chaire Eisenbud au Mathematical Sciences Research Institute (MSRI) et, en 2012-2013, la chaire Simons au MSRI,. En 2016, elle a occupé la chaire Knut et Alice Wallenberg à l'Institut royal de technologie (KTH). Elle est professeure à l'université de Buenos Aires.
Alicia Dickenstein a été professeure invitée en France (universités Paris VI et VII, Bordeaux, Poitiers), à Sao Paulo et Hongkong. Elle a ensuite été chercheuse invitée à Athènes et à Oslo, à l'Institute for Mathematics and its Applications de Minneapolis, à l'université de Stockholm, à l'université de Warwick, à l'Institut Mittag-Leffler et au Centre international de physique théorique (ICTP) de Trieste.

## Recherches
Alicia Dickenstein est connue pour ses travaux sur la géométrie algébrique, en particulier la géométrie torique, la géométrie tropicale et leurs applications aux systèmes biologiques
Ses recherches portent notamment sur l'utilisation de la géométrie algébrique et de la combinatoire pour prédire le comportement de systèmes biologiques sans connaître de paramètres précis. En collaboration avec Mercedes Perez Milian, elle a créé un système appelé le "système MESSI" (du nom du footballeur Lionel Messi) qui signifie "Modifications of the type-Enzyme-Substrate or Swap with Intermediates". Il permet aux chercheurs de prouver des résultats généraux valables dans certains réseaux,.

## Responsabilités
Alicia Dickenstein est rédactrice en chef de la revue Revista de la Union Matemática Argentina. Elle est également rédactrice correspondante du SIAM Journal on Applied Algebra and Geometry.
Elle a été vice-présidente de l'Union Mathématique Internationale (2015–2018).

## Prix et distinctions
En 2015, Alicia Dickenstein a reçu le prix TWAS (en) de l'Académie mondiale des sciences pour l'avancement de la science dans les pays en développement.
En 2018, Alicia Dickenstein a été élue membre de l'American Mathematical Society pour « ses contributions à l'algèbre computationnelle et à ses applications, en particulier en biologie des systèmes, et pour son leadership mondial dans le soutien aux groupes sous-représentés en mathématiques » .Cette année-là, elle a également été nommée membre de l'Académie nationale des sciences exactes, physiques et naturelles d'Argentine. 
En 2020, elle a été nommée SIAM Fellow « pour ses contributions à la géométrie algébrique et ses applications dans la modélisation géométrique et dans l'étude des réseaux de réactions biochimiques ».
En 2021, Alicia Dickenstein a reçu le Prix international L’Oréal-UNESCO Pour les femmes et la science pour la région Amérique latine et Caraïbes. "À la pointe de l’innovation mathématique, la Professeure Alicia Dickenstein est récompensée pour son recours à la géométrie algébrique dans la biologie moléculaire. Ses travaux permettent de déterminer les structures et les comportements des molécules et des cellules, y compris à l’échelle microscopique. En créant des liens inédits avec la physique et la chimie, la Professeure Alicia Dickenstein se situe à mi-chemin entre la recherche fondamentale et les mathématiques appliquées. Mathématicienne passionnée par la collaboration avec des biologistes, elle développe une compréhension approfondie des réactions biochimiques et des réseaux enzymatiques". 
En 2023, elle a reçu le Platinum Konex Award pour ses travaux en mathématiques au cours de la dernière décennie.

## Publications

### Ouvrages universitaires
- (en) Alicia Dickenstein, Frank-Olaf Schreyer et Andrew J. Sommese, Algorithms in Algebraic Geometry, New York, Springer Science & Business Media, coll. « The IMA Volumes in Mathematics and its Applications » (no 146), 2010, 162 p. (ISBN 978-0-387-75155-9, lire en ligne)
- (es) Alicia Dickenstein et Silvia Jauregui, Pensar Con Matematica 5 - Egb 2b0 Ciclo, Turtleback Books, 2000 (ISBN 978-0-613-93200-4).
- Alicia Dickenstein et Carmen Sessa, « Nilpotent Orders of Analytic Ideals », Revue roumaine de mathématiques pures et appliquées, vol. 34,‎ 1989

### Livres pour enfants
Dickenstein a produit plusieurs livres pour enfants, notamment Mate max: la matemática en todas partes, qui présente des problèmes mathématiques conçus pour les jeunes enfants.